# NCB英会話教習所
NCB英会話教習所（えぬしーびーえいかいわきょうしゅうじょ）は、運転免許方式で英会話受講のシステムを提供していた英会話学校である。運営会社は株式会社エヌシービーで、本社は東京都新宿区にあった。東京都内ほか主要都市の大手書店内で勧誘する姿を目にすることが多かった。2006年1月、不採算の為、閉校。閉校前日まで新規生徒を募集していたというクレームを残しての突然の破産宣告を行った。負債は約10億円。
大手書店の店頭、大学生協などを通じて宣伝活動を行い、生徒を集めるという形式をとっていた。セールスは女性が行う場合が多く、通行人や学生に対して行われている場合が多かった。授業は運転免許取得の段階レベルアップ方式が取られ、B→GE→GH→GI→S→A→Z　というランクアップを行っていく。入所してから2年間で4つのレベルを終了するというコースで、費用は約50万円ほど。他の英会話学校と比べて必ずしも高額ではなく、授業自体の評判も割りと好評だった。
倒産の原因は、英会話事業以外への事業拡大（コンピューター教習所、人材派遣等）の失敗が大きい。事実、大阪ではコンピューター教習所を縮小し、英会話の教室の片隅で行うようになってきていたのは、倒産の前兆だった。